# High Hopes (canción de Pink Floyd)
«High Hopes» es una canción del álbum de Pink Floyd de 1994, The Division Bell, escrita por David Gilmour y Polly Samson. Sus letras hablan de cosas que se han ganado y perdido en la vida, escrita desde un ángulo autobiográfico por Gilmour. Douglas Adams, un amigo de Gilmour, escogió el título del álbum de uno de los versos de la canción, producto de un "destello de inspiración", como lo nombraría Gilmour.
El mánager de Pink Floyd, Steve O'Rourke, quien ejerció presión para ser incluido en alguno de los álbumes del grupo, aparece al final junto con el hijastro de Gilmour, Charlie, quien descuelga el teléfono a O'Rourke.
El inicio de "High Hopes" se recuerda de otra de sus canciones, "Fat Old Sun", del álbum previo "Atom Heart Mother". Las campanas inician ambas piezas.
El sonido del pájaro y de la mosca también pueden encontrarse en "Grantchester Meadows", una canción del álbum de 1969, "Ummagumma", escrita por Roger Waters.
La canción narra la historia de la carrera de la banda, desde sus inicios, pasando por su grandioso éxito (con "Dark Side of the Moon" y "The Wall") hasta su rompimiento y en adelante. La línea final, "The endless river, forever and ever" ("El río sin fin, por siempre y para siempre.") se une a uno de los primeros éxitos de la banda, "See Emily Play"; "Float on a river, forever and ever" ("Flota en un río, por siempre y para siempre."), mientras que la línea "The endless river" acabaría siendo el título del próximo álbum del grupo lanzado 20 años después.
Originalmente fue la última canción grabada por la banda hasta que en el año 2022, la canción Hey, Hey, Rise Up!, tomó su lugar.
"High Hopes" fue incluida en la recopilación del 2001 "Echoes: The Best of Pink Floyd" con un solo de guitarra acortado.

## Video Musical
El video fue dirigido por Storm Thorgerson y presenta a un hombre mirando por encima de los pantanos en la catedral de Ely, el mismo edificio que se puede ver entre las cabezas de metal en la portada del álbum. Además, el video tiene muchas referencias a Cambridge, donde se criaron Syd Barrett, Roger Waters y David Gilmour, siendo obvios los pañuelos universitarios, las bicicletas y los botes en el río. En particular, muchas escenas están ambientadas en St. John's College, incluido el Puente de los Suspiros. También se muestra un busto de gran tamaño de Syd Barrett. Más tarde se usaría en las presentaciones en vivo durante el Division Bell Tour de Pink Floyd en 1994 y se vería en el video P-U-L-S-E.

## En Vivo
Cuando se estrenó la gira The Division Bell, esta canción empezaba con Gary Wallis tocando una campana que formó parte de su batería de percusión. De fondo en el gran círculo grabaron un Screen Film de la canción. En la lista de canciones ´´High Hopes´´  seguía después de ´´Time´´ en la parte #2. En el álbum P-U-L-S-E aparece en el #10 después de ´´Sorrow´´ (# 9 en la lista) y fue tocado el 20 de octubre de 1994 en Earls Court, Londres para colocarlo en el álbum (Fue mezclado con las versiones del audio de P.U.L.S.E DVD y A Passage of Time [Vivo en el Stadio delle Alpi, Turín, Italia, el 13 de septiembre de 1994]).

## Estructura
High Hopes inicia con acordes que siguen la tonalidad en Do menor, justo después de acabarse las campanadas iniciales. El coro está también en Do menor siguiendo los acordes Do menor, Sol menor, La bemol y Si bemol. Sin embargo, en el intermedio de guitarra acústica la tonalidad cambia a Mi menor que es la que sigue solamente ese intermedio para regresar a la tonalidad inicial. Después de tocar el segundo coro llega el solo de slide de Gilmour que dura cerca de tres minutos.

## Personal
Miembros de Pink Floyd
- David Gilmour - Voz principal y voces de fondo, guitarra clásica, bajo y Lap steel
- Richard Wright - Sintetizadores
- Nick Mason - Batería, percusión (campana de iglesia que luego se usaría en los conciertos posteriores de 'The Division Bell Tour', esa campana se escucha en el álbum Pulse y se ve en el concierto mismo).

## Colaboradores
- Jon Carin - Piano
- Michael Kamen - Orquestación
- Edward Shearmur - Orquestación

### En vivo
- Gary Wallis - Campana de Iglesia

## Interpretaciones
- Shark 'n the Smoke en 2003 en el álbum tributo: A Fair Forgery of Pink Floyd.
- El grupo Nightwish cierra su álbum recopilatorio "Highest Hopes" con una reinterpretación de esta canción. La canción efectivamente cierra la primera fase de su carrera, debido a que la cantante Tarja Turunen dejó el grupo antes del lanzamiento de la recopilación.[2] También aparece en el DVD End of an Era.
- Gregorian interpretó para el álbum Masters of Chant Chapter IV.
- German band Sylvan en 2000 para el álbum: Signs of Life – A Tribute to Pink Floyd.
- La banda de metal, Karelia en 2005 para el álbum: Raise.
- También la banda Aesthetic Empathy en 2011 la interpretó.